# جاك سميث (صحفي)
جاك سميث (بالإنجليزية: Jack Smith)‏ هو صحفي أمريكي، ولد في 27 أغسطس 1916 في لونغ بيتش في الولايات المتحدة، وتوفي في 9 يناير 1996 في لوس أنجلوس في الولايات المتحدة بسبب مرض.